# Tableau vivant

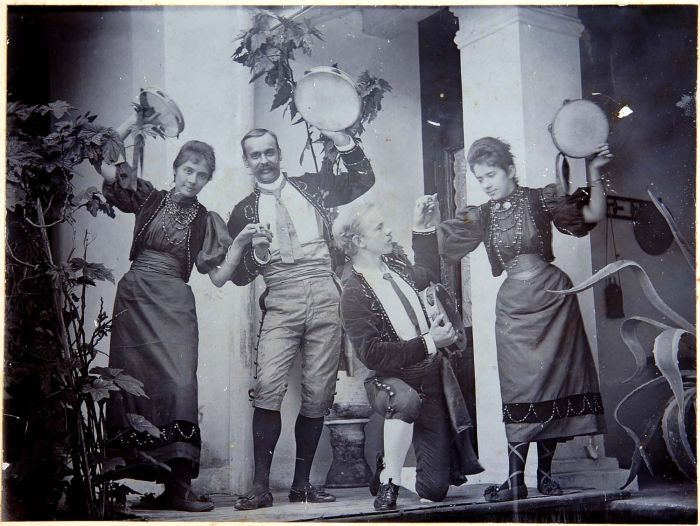
Tableau vivant (collectie KIT)

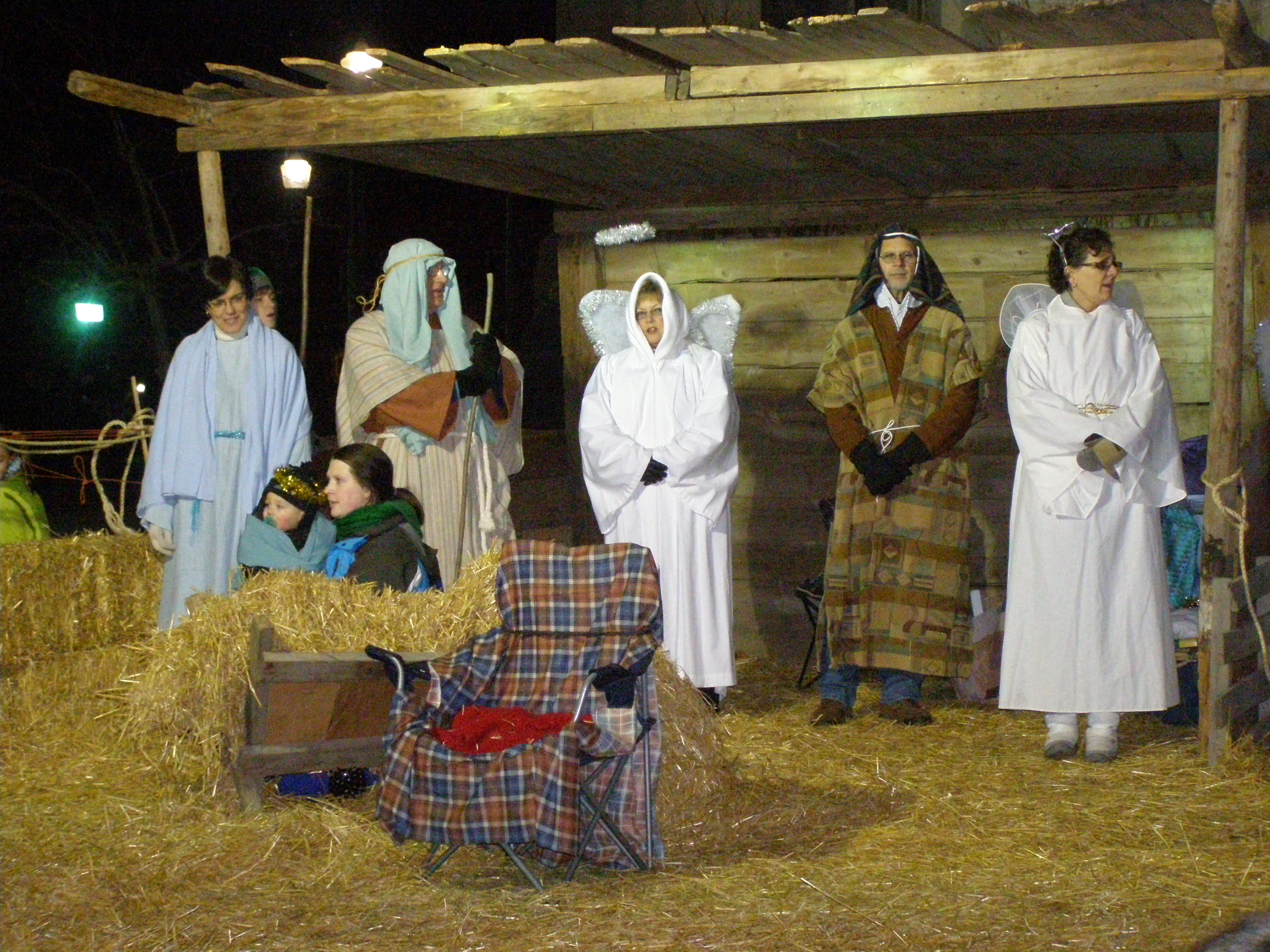
Levende kerststal in Valparaiso, Indiana

Een tableau vivant (letterlijk uit het Frans te vertalen als “levend schilderij”, meervoud: tableaux vivants) is een zwijgende en statische uitbeelding door mensen van een Bijbelse passage, een belangrijke historische gebeurtenis, een allegorie, een schilderij enzovoort.

## Afbakening
De grenzen met levende standbeelden, performancekunst, pantomime en toneel zijn niet haarscherp. De deelnemers treden groepsgewijs op, maar hebben in het algemeen geen tekst of rollen. Ze zijn niet altijd volkomen statisch, zo kunnen ze in een levende kerststal of op een carnavalswagen onderling of met het publiek interactie aangaan. 

## Oorsprong
Volgens de overlevering zou Franciscus van Assisi in 1223 in een grot nabij het Italiaanse Greccio met mensen en dieren uit het dorp een tableau vivant hebben laten opvoeren rond het kerstverhaal. Deze tableaux vivants kenden zo een succes dat ze nadien tijdens belangrijke misvieringen werden opgevoerd om Bijbelse passages te verduidelijken voor het grotendeels analfabete publiek.
Vanaf de middeleeuwen werden de tableaux vivants een vast onderdeel bij een plechtige intrede van staatshoofden, een koninklijk huwelijk of een vorstelijke kroning. Ze kwamen ook voor in het mysteriespel en de moraliteit. De rederijkers (15e – 16e eeuw) voerden tableaux vivants mee op wagens tijdens hun optochten en ook tijdens de renaissance werden deze vertoningen ingericht bij belangrijke historische gebeurtenissen.
Tot in de 18de eeuw behoorden deze zogenaamde "stomme personagien" tot de toneelpraktijk bij de opvoering van vooral tragediën. Sommige van deze  toneelvertoningen zouden zelfs als inspiratiebron hebben gediend voor schilderijen.
In de 18de en de 19de eeuw was het soms ook een vorm van amusement tijdens feestjes bij de gegoede burgerij, waarbij de gasten elkaar vermaakten met aangepaste kostuums en accessoires. In deze periode was het eveneens een vorm van theater waarbij verschillende tableaux vivants na elkaar op toneel werden opgevoerd om een verhaal te vertellen. De opstelling werd achter een gesloten gordijn samengesteld en als iedereen in de juiste houding stond, ging het gordijn open en kon het publiek kijken. Deze tableaux vivants beeldden dikwijls een maatschappelijk probleem uit en stelden tegelijkertijd de ideale oplossing voor.
Ook tegenwoordig komen deze voorstellingen nog voor op praalwagens in allerlei folkloristische optochten en processies. De "living statues", "living sculptures" of "levende standbeelden" die tegenwoordig op toeristische plaatsen door straatartiesten worden opgevoerd, zijn een overblijfsel van de oude kunst van het tableau vivant.

## Referenties

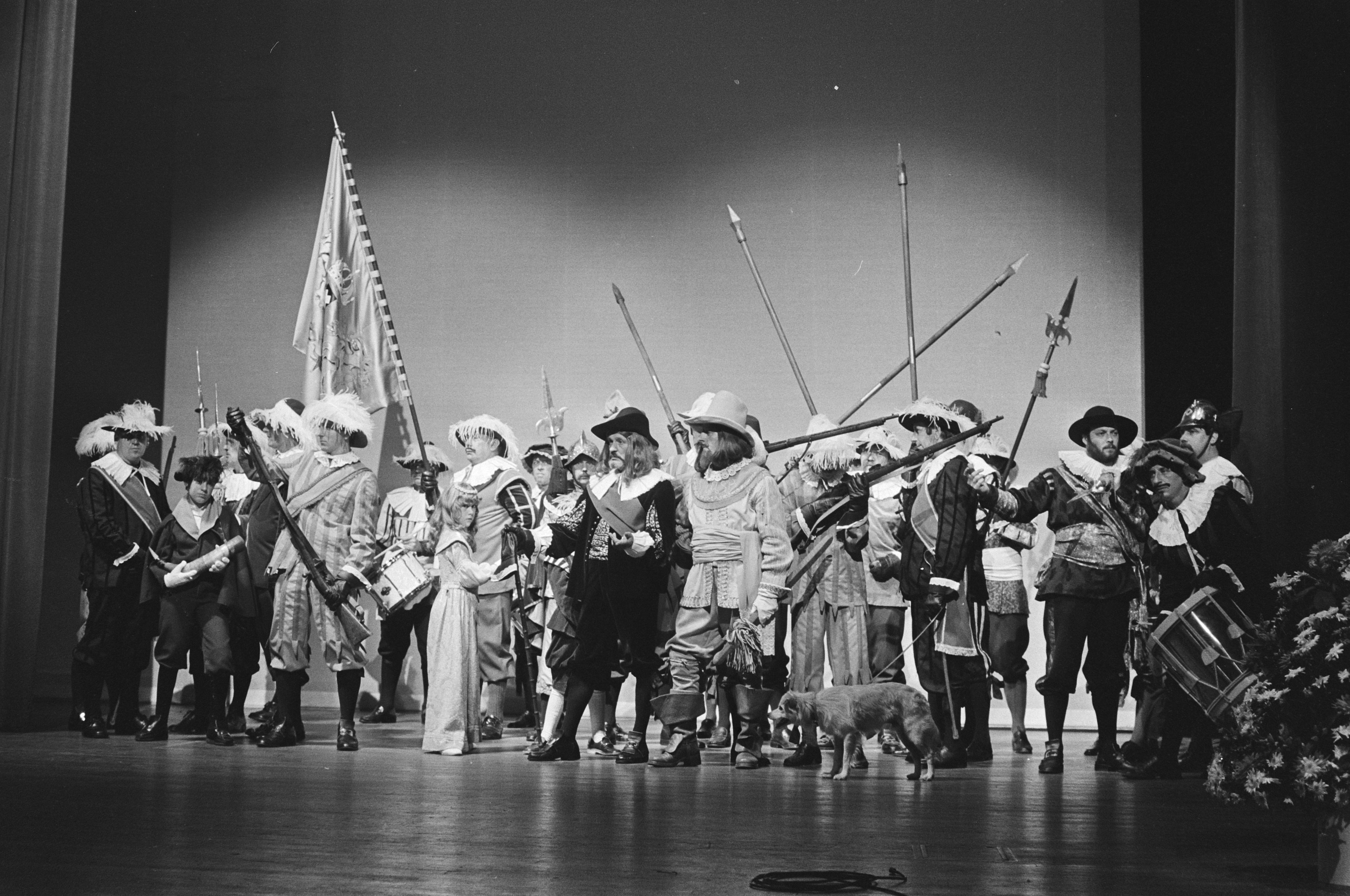
Uitbeelding van De Nachtwacht, foto Rob Croes